# Monte San Giorgio
Monte San Giorgio este un munte situat între ramurile sudice ale lacului Lugano cu o altitudinea de 1097 m deasupra n.m. din cantonul Tessin, Elveția. Muntele are o înălțime de 1097 m, fiind o regiune împădurită, cu o floră și faună bogată și în fosile ce pot fi văzute la Muzeul de Paleontolgie din Zürich. In anul 2003 este declarat al cincilea patrimoniu mondial declarat de UNESCO în Elveția. In regiune sunt zone carstice cu peșteri, și cu  cariere de marmură.